# 이윤율
이윤율(rate of profit) 또는 수익률은 경제 및 금융에서 투자 프로젝트, 자본주의 기업 또는 전체 자본주의 경제의 상대적 수익성이다. 이는 투자수익률의 개념과 유사하다.

## 역사적 비용과 시장 가치
이윤율은 투자된 자본의 정의에 따라 달라진다. 자본 가치에 대한 두 가지 측정 방법이 있다. 즉, 역사적 비용으로 계산한 자본과 시장 가치로 계산한 자본이다. 역사적 비용은 구매 또는 지불 당시 자산의 원래 비용이다. 시장 가치는 재판매 가치, 대체 가치 또는 현재 또는 대체 사용 가치이다.
이윤율을 계산하기 위해서는 자본자산의 대체비용을 이용하여 자본비용을 정의해야 한다. 기계와 같은 자산은 역사적 비용으로 교체할 수 없으며 현재 시장 가치로 구매해야 한다. 인플레이션이 발생하면 역사적 비용은 장비 가격 상승을 고려하지 않는다. 투자된 자본의 가치를 계산하기 위해 더 낮은 역사적 비용을 사용하면 이윤율이 과대평가될 수 있다.
반면 기술의 발전으로 인해 제품의 가격이 저렴해지는 경향이 있다. 이론적으로는 대체 비용이 감소하기 때문에 이 자체가 이윤율을 높여야 한다.

## 같이 보기
- 자본 축적
- 내부수익률
- 이익 (회계)
- 이익
- 이윤율의 경향적 저하 법칙